# Katharina af Württemberg
Friederike Katharina Sophie Dorothea af Württemberg (født 21. februar 1783 i Sankt Petersburg, Rusland, død 28. november 1835 i Lausanne, Schweiz), var datter af Frederik 1. af Württemberg og Augusta af Braunschweig-Wolfenbüttel, hun blev gift med Napoléon Bonapartes yngste bror Jérôme Bonaparte. Da hun er fem år dør hendes mor, og hendes far gifter sig med morens kusine Charlotte Auguste, ældste datter efter Georg 3. af Storbritannien.
Katharina var Jérôme Bonaparte anden kone, de blev gift 22. august 1807 i Frankrig, hun blev dronning af Kongeriget Westfalen, da dette blev opløst og Nepoléon mistede sin magt, gik Katharina sammen med sin mand i eksil.

## Børn
- Jérôme Napoléon Bonaparte (1814-1847)
- Mathilde Bonaparte (1820-1904)
- Napoléon Joseph Bonaparte (1822-1891)